# Chris Klug
Christopher Jeffries Klug (conocido como Chris Klug; Vail, 18 de noviembre de 1972) es un deportista estadounidense que compitió en snowboard, especialista en las pruebas de eslalon paralelo.
Participó en tres Juegos Olímpicos de Invierno, en la prueba de eslalon gigante paralelo, obteniendo una medalla de bronce en Salt Lake City 2002, el sexto lugar en Nagano 1998 y el séptimo en Vancouver 2010.

## Medallero internacional
| Juegos Olímpicos | Juegos Olímpicos                | Juegos Olímpicos  | Juegos Olímpicos         |
| Año              | Lugar                           | Medalla           | Prueba                   |
| ---------------- | ------------------------------- | ----------------- | ------------------------ |
| 2002             | Salt Lake City (Estados Unidos) | Medalla de bronce | Eslalon gigante paralelo |